# Jason-3
Jason-3 eller Joint Altimetry Satellite Oceanography Network - 3 är en satellit som studerar jordens hav. Den är ett samarbete mellan den franska rymdmyndigheten, Centre national d'études spatiales (CNES), USA:s motsvarighet NASA, Europeiska vädersatellitorganisationen (EUMETSAT) och USA:s National Oceanic and Atmospheric Administration (NOAA). Den sköts upp med en Falcon 9 v1.1-raket från Vandenberg Air Force Base i Kalifornien den 17 januari 2016.